# Stazione di Cimitile
Stazione di Cimitile vasútállomás Olaszországban, Cimitile településen.

## Vasútvonalak
Az állomást az alábbi vasútvonalak érintik:
- Nápoly–Nola–Baiano-vasútvonal

## Kapcsolódó állomások
A vasútállomáshoz az alábbi állomások vannak a legközelebb:
- Stazione di Camposano
- Stazione di Nola (Circumvesuviana)